# 何塞·馬努埃爾·希門尼斯·奥爾蒂斯
何塞·馬努埃爾·希門尼斯·奥爾蒂斯（西班牙語：José Manuel Jiménez Ortiz；1981年12月21日—）是一位西班牙足球運動員。在場上的位置是左後衛。他現在效力於西班牙足球甲級聯賽球隊阿爾梅里亞足球俱樂部。